# Iglesia de Santa Isabel (Marburgo)
La Iglesia de Santa Isabel es un edificio religioso de la ciudad de Marburgo, Alemania, construido por la Orden Teutónica en honor de santa Isabel de Hungría, landgravina de Turingia. Su tumba convirtió a la iglesia en un importante destino de peregrinación en los finales de la Edad Media.

## Arquitectura
Este templo es una de las primeras iglesias góticas construida en área de habla alemana, y se considera que constituyó un modelo para la arquitectura de la catedral de Colonia. Está construida de piedra arenisca y diseño cruciforme, con planta de salón. La nave  principal y las laterales presentan techo abovedado de más de 20 metros de altura. El triple coro está compuesto del Coro de Santa Isabel, el coro alto y el coro de los Landgrave. El crucero está separada de la nave por un Coro alto. La cabecera trebolada de Marburgo es manifestación de la triple función que cumplía esta iglesia, objeto de peregrinación al albergar los restos de Santa Isabel, probablemente en el ábside norte, panteón de los Landgrave de Hesse, en el ábside sur y sede de la Orden Teutónica, en el ábside este.
La Iglesia de Santa Isabel tiene dos torres con una altura aproximada de 80 metros. La norte está coronada por una estrella y la del sur por un caballero. El relicario gótico de Santa Isabel es el tesoro más importante de la iglesia, pero también se encuentran expuestas otras piezas de arte sacro.

## Historia
La construcción empezó en el año 1235, el año en que Isabel fue canonizada, aprovechando la existente de la Capilla de San Francisco, primitivo sepulcro de la reina, ubicado en un brazo del actual transepto. Los restos de la antigua capilla no fueron demolidos probablemente, hasta 1245. Parece que maestros franceses acudieron a Alemania para levantar edificios tales como la iglesia de Santa Isabel, acudió con posterioridad mano de obra alemana, que difundió estos diseños. La iglesia se consagró en 1283, sin embargo las torres no fueron finalizadas hasta 1340. El templo era propiedad de la Orden Teutónica, y así todavía subsisten algunos edificios de la Orden en los alrededores de la iglesia, entre otros el Deutschhausgut, que actualmente alberga la colección de minerales y el departamento de geografía de la Universidad de Marburgo (Philipps-Universität Marburg). 
Hasta el siglo XVI, los príncipes (Landgraves) de Hesse fueron enterrados en la iglesia. En el contexto de la Reforma Protestante, Felipe I de Hesse, príncipe de Hesse y ferviente defensor de la reforma luterana, exhumó y trasladó los restos de Santa Isabel, para evitar las visitas de los peregrinos católicos a la ciudad protestante de Marburgo. Actualmente las reliquias de Isabel de Hungría, landgravina de Turingia, se encuentran repartidas entre el convento de Santa Isabel en Viena, la Ciudad Museo en Estocolmo y Košice (Eslovaquia).
Después de la Segunda Guerra Mundial, el expresidente alemán Paul von Hindenburg y su esposa fueron enterrados en la Iglesia de Santa Isabel. Hacia el final de la Segunda Guerra Mundial, los cadáveres del matrimonio Hindenburg fueron encontrados por los estadounidenses en el Memorial de Tannenberg en la antigua Prusia Oriental cuando buscaban reductos con explosivos. Después de muchas reuniones, en las que incluso se pensó en destruir dichos cuerpos para prevenir la reacción de los grupos ultraderechistas, se decidió darles un sepulcro secreto. Su cadáver y el de su mujer fueron trasladados por el ejército norteamericano a Marburgo, siendo enterrados en la Iglesia de Santa Isabel, en la capilla de la torre norte y cubiertos con una gruesa plancha metálica. Aún se encuentran allí, aunque, por decisión del clero, el sepulcro no cuenta con iluminación.